# Hubert Reeves
Hubert Reeves CC (Montreal, 13 de julho de 1932 — Paris, 13 de outubro de 2023) foi um astrofísico e popularizador da ciência franco-canadense.

## Vida e educação
Reeves nasceu em Montreal e ainda criança morou em Léry. Reeves frequentou o Collège Jean-de-Brébeuf, um prestigiado colégio de língua francesa em Montreal. Obteve um grau de BSc em física na Universidade de Montreal em 1953, um grau de MSc na Universidade McGill em 1955 com a dissertação intitulada “Formation of Positronium in Hydrogen and Helium” e um grau de PhD na Universidade Cornell em 1960, com a tese “Thermonuclear Reaction Involving Medium Light Nuclei.”

## Honrarias e reconhecimentos
- 1976 - eleito cavaleiro da Ordem Nacional do Mérito (França).
- 1986 - eleito cavaleiro da Ordem Nacional da Legião de Honra (França). Foi promovido a oficial em 1994 e a comandante em 2003.
- 1991 - eleito oficial da Ordem do Canadá e promovido a companheiro em 2003.
- 1994 - eleito oficial da National Order of Quebec.
- 1999 - o asteroide 9631 Hubertreeves foi nomeado em sua memória.
- 2011 - foi criado o Prêmio Hubert Reeves.

## Publicações selecionadas
- Reeves, Hubert (1998). Origins: Speculations on the Cosmos, Earth and Mankind 1st English-language ed. London: Arcade Publishing. pp. 192pp. ISBN 1-55970-408-X
- Reeves, Hubert (julho de 1971). Nuclear Reactions in Stellar Surfaces and Their Relations with Stellar Evolution. London: Gordon and Breach. pp. 88pp. ISBN 0-677-02960-8
- Reeves, Hubert (1968). Stellar evolution and nucleosynthesis. New York: Gordon and Breach. ISBN 0-677-30150-2
- Reeves, Hubert (1981). Patience dans l'azur : l'évolution cosmique. Paris: Seuil. 282 páginas. ISBN 2-02-010170-X
- Reeves, Hubert (1986). L'heure de s'enivrer : l'univers a-t-il un sens?. [S.l.: s.n.] ISBN 2-02-014400-X
- Reeves, Hubert (1994). Dernières nouvelles du cosmos. [S.l.: s.n.] ISBN 2-02-022831-9
- Reeves, Hubert; Lenoir, Frédéric (2003). Mal de Terre. Paris: Points. 272 páginas. ISBN 2-02-079064-5
- Reeves, Hubert (2005). Chroniques du ciel et de la vie. [S.l.: s.n.] ISBN 2-02-080030-6
- Reeves, Hubert (2007). Chroniques des atomes et des galaxies. [S.l.: s.n.] ISBN 978-2-7578-2297-5

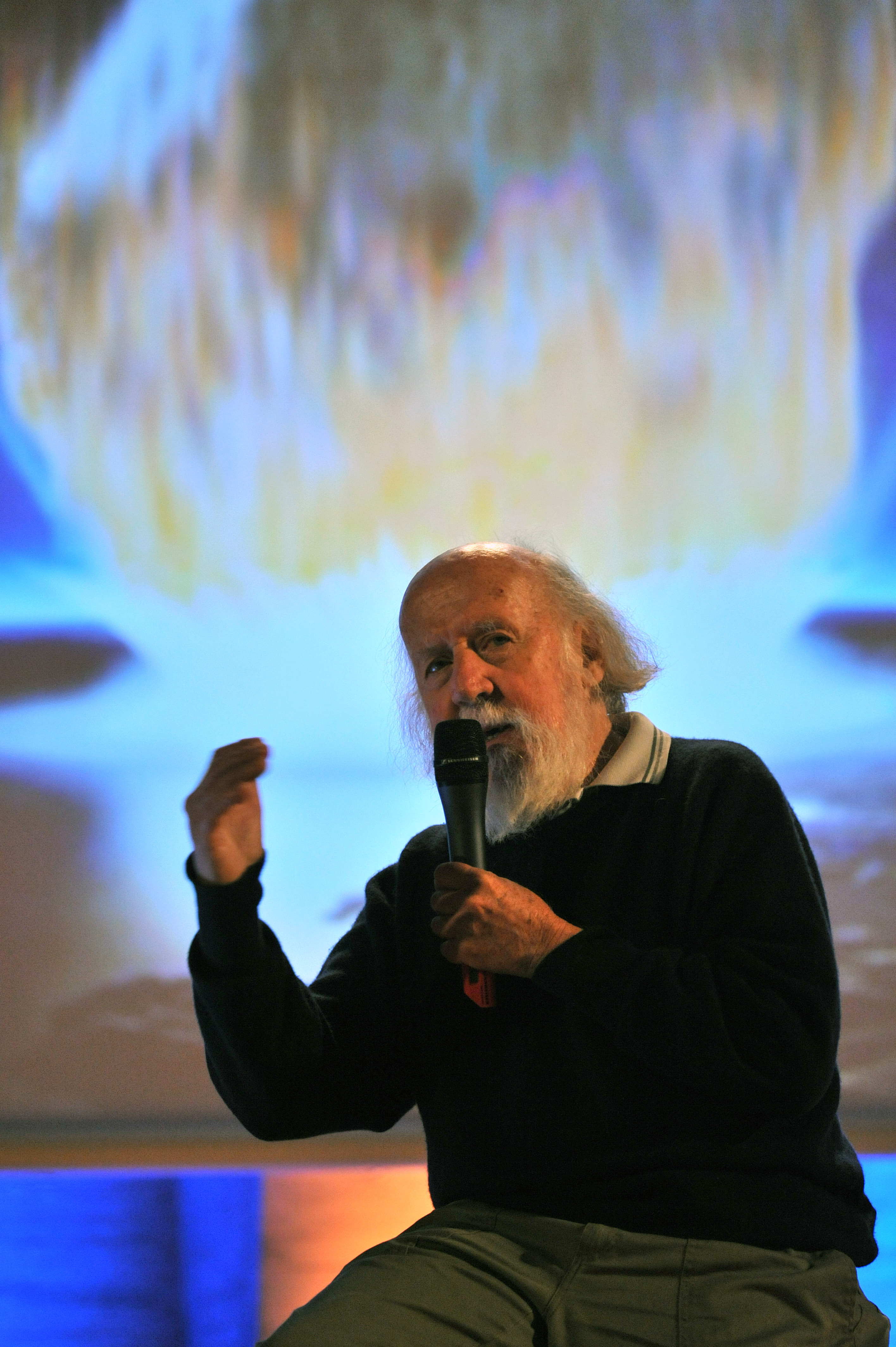
Conference on the decline of biodiversity, UNESCO Headquarters, Paris in 2009
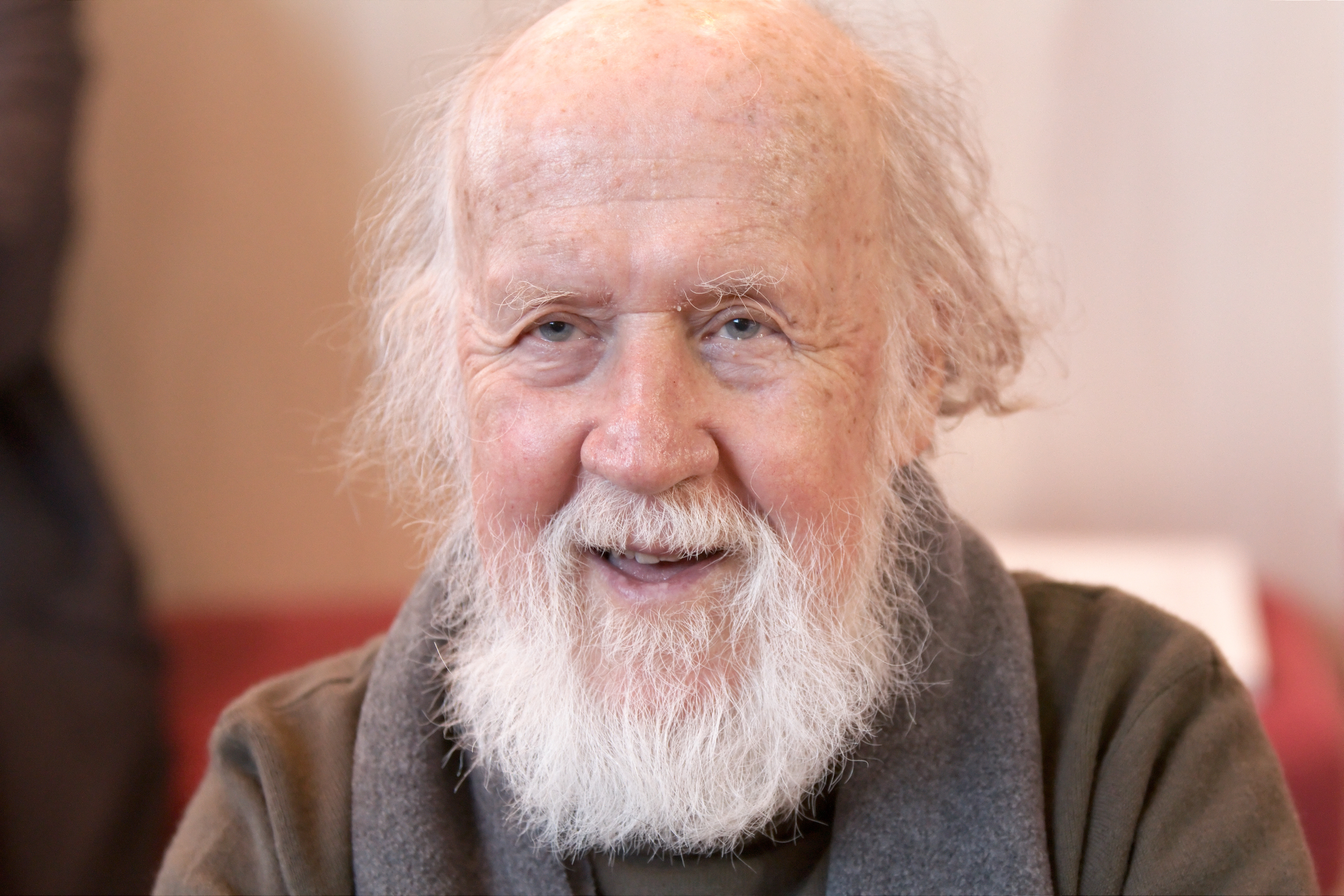
Hubert Reeves in March 2010
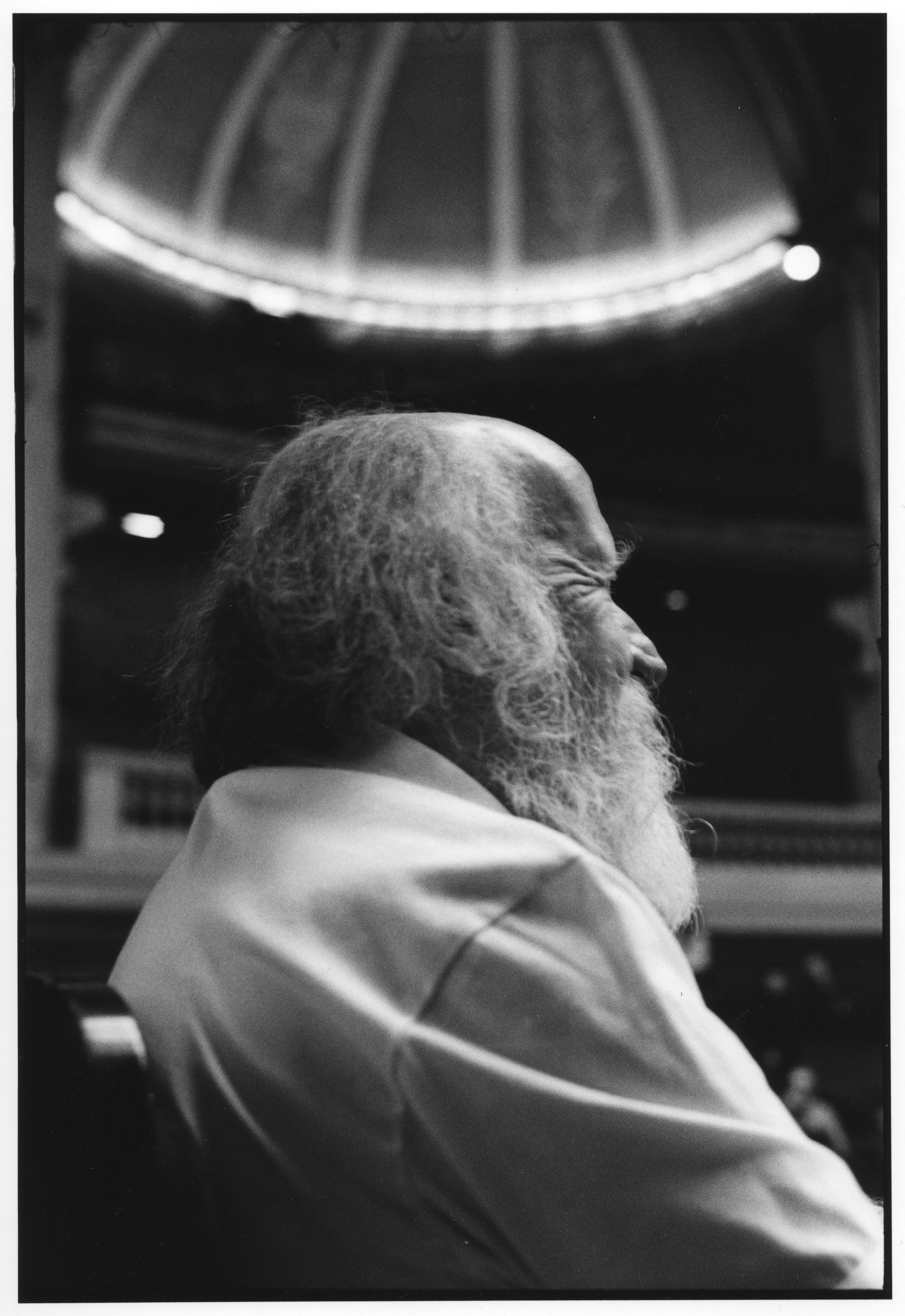
Hubert Reeves in La Sorbonne (Paris, France) photographed in 2001 by Olivier Meyer